# Championnat du Guatemala de football 1984
Navigation
Saison précédente Saison suivante
La Liga Nacional 1984 est la trente-troisième édition de la première division guatémaltèque.
Lors de ce tournoi, le Deportivo Suchitepéquez a tenté de conserver son titre de champion du Guatemala face aux onze meilleurs clubs guatémaltèques.
Chacun des douze clubs participant était confronté deux fois aux onze autres équipes.
Seulement deux places étaient qualificatives pour la Coupe des champions de la CONCACAF.

## Les 12 clubs participants
| \| Guatemala: Aurora FC CSD Comunicaciones CSD Municipal Tipografía Nacional Guatemala Cobán Imperial Guatemala \ Finanzas Industriales CSD Galcasa Izabal JC CD Jalapa Guatemala Juventud Retalteca Deportivo Suchitepéquez Guatemala Xelaju MC \| Localisation des clubs engagés dans le championnat. |
| Guatemala: Aurora FC CSD Comunicaciones CSD Municipal Tipografía Nacional Guatemala Cobán Imperial Guatemala \ Finanzas Industriales CSD Galcasa Izabal JC CD Jalapa Guatemala Juventud Retalteca Deportivo Suchitepéquez Guatemala Xelaju MC                                                           |

Ce tableau présente les douze équipes qualifiées pour disputer le championnat 1984. On y trouve le nom des clubs, le nom des stades dans lesquels ils évoluent ainsi que la capacité et la localisation de ces derniers.
| Club                    | Stade                            | Capacité          | Ville          |
| Aurora FC               | Stade de l'Ejército              | 13 300            | Guatemala City |
| Cobán Imperial          | Stade Verapaz                    | 15 000            | Cobán          |
| CSD Comunicaciones      | Stade Mateo Flores               | 30 000            | Guatemala City |
| Finanzas Industriales   | Stade Municipal Amatitlan        | 12 000            | Amatitlán      |
| CSD Galcasa             | Stade inconnu                    | Capacité inconnue | Villa Nueva    |
| Izabal JC (en)          | Stade Roy Fearon                 | 8 000             | Puerto Barrios |
| CD Jalapa               | Stade Las Flores                 | 15 000            | Jalapa         |
| CSD Municipal           | Stade Mateo Flores               | 30 000            | Guatemala City |
| Juventud Retalteca      | Stade Óscar Monterroso Izaguirre | 8 000             | Retalhuleu     |
| Deportivo Suchitepéquez | Stade Carlos Salazar Hijo        | 12 000            | Mazatenango    |
| Tipografía Nacional     | Stade La Pedrera                 | Capacité inconnue | Guatemala City |
| Xelaju MC               | Stade Mario Camposeco            | 11 000            | Quetzaltenango |

## Compétition
Les douze équipes affrontent à deux reprises les onze autres équipes selon un calendrier tiré aléatoirement.
Le classement est établi sur l'ancien barème de points (victoire à 2 points, match nul à 1, défaite à 0).
Le départage final se fait selon les critères suivants :
- Le nombre de points.
- La différence de buts générale.
- Le nombre de buts marqué.

### Classement
| Rang | Équipe                    | Pts | J  | G  | N  | P  | Bp | Bc | Diff |
| ---- | ------------------------- | --- | -- | -- | -- | -- | -- | -- | ---- |
| 1    | Aurora FC                 | 45  | 33 | 17 | 11 | 5  | 41 | 20 | +21  |
| 2    | Deportivo Suchitepéquez T | 42  | 33 | 16 | 10 | 7  | 40 | 30 | +10  |
| 3    | Juventud Retalteca        | 39  | 33 | 16 | 7  | 10 | 55 | 39 | +16  |
| 4    | CSD Comunicaciones        | 35  | 33 | 11 | 13 | 9  | 41 | 37 | +4   |
| 5    | CSD Municipal             | 34  | 33 | 11 | 12 | 10 | 33 | 35 | -2   |
| 6    | Cobán Imperial            | 32  | 33 | 13 | 6  | 14 | 38 | 46 | -8   |
| 7    | Finanzas Industriales     | 30  | 33 | 9  | 12 | 12 | 41 | 44 | -3   |
| 8    | CD Jalapa                 | 30  | 33 | 8  | 14 | 11 | 30 | 37 | -7   |
| 9    | Tipografía Nacional P     | 29  | 33 | 9  | 11 | 13 | 35 | 39 | -4   |
| 10   | Xelaju MC                 | 28  | 33 | 10 | 8  | 15 | 37 | 46 | -9   |
| 11   | Izabal JC (en)            | 27  | 33 | 7  | 13 | 13 | 23 | 33 | -10  |
| 12   | CSD Galcasa               | 25  | 33 | 10 | 5  | 18 | 43 | 51 | -8   |

| Légende : Qualifications et relégations | Légende : Qualifications et relégations                             |
| --------------------------------------- | ------------------------------------------------------------------- |
|                                         | Coupe des champions de la CONCACAF 1985 (3e Tour de qualification)  |
|                                         | Coupe des champions de la CONCACAF 1985 (1er Tour de qualification) |
|                                         | Relégué en Primera División de Guatemala                            |
|                                         | T Tenant du titre P Promu de la saison 1983                         |

## Bilan du tournoi
| Championnat du Guatemala de football 1984                  |                         |
| Champion                                                   | Aurora FC               |
| Dauphin                                                    | Deportivo Suchitepéquez |
| Coupes et trophées                                         |                         |
| Vainqueur Copa Verano                                      | Aurora FC               |
| Qualifications continentales                               |                         |
| Coupe des champions 1985 (Troisième tour de qualification) | Aurora FC               |
| Coupe des champions 1985 (Premier tour de qualification)   | Deportivo Suchitepéquez |
| Promotions et relégations                                  |                         |
| Promus en Liga Nacional de Guatemala                       | Deportivo Zacapa        |
| Relégués en Primera División de Guatemala                  | CSD Galcasa             |